# 심판 (타로)

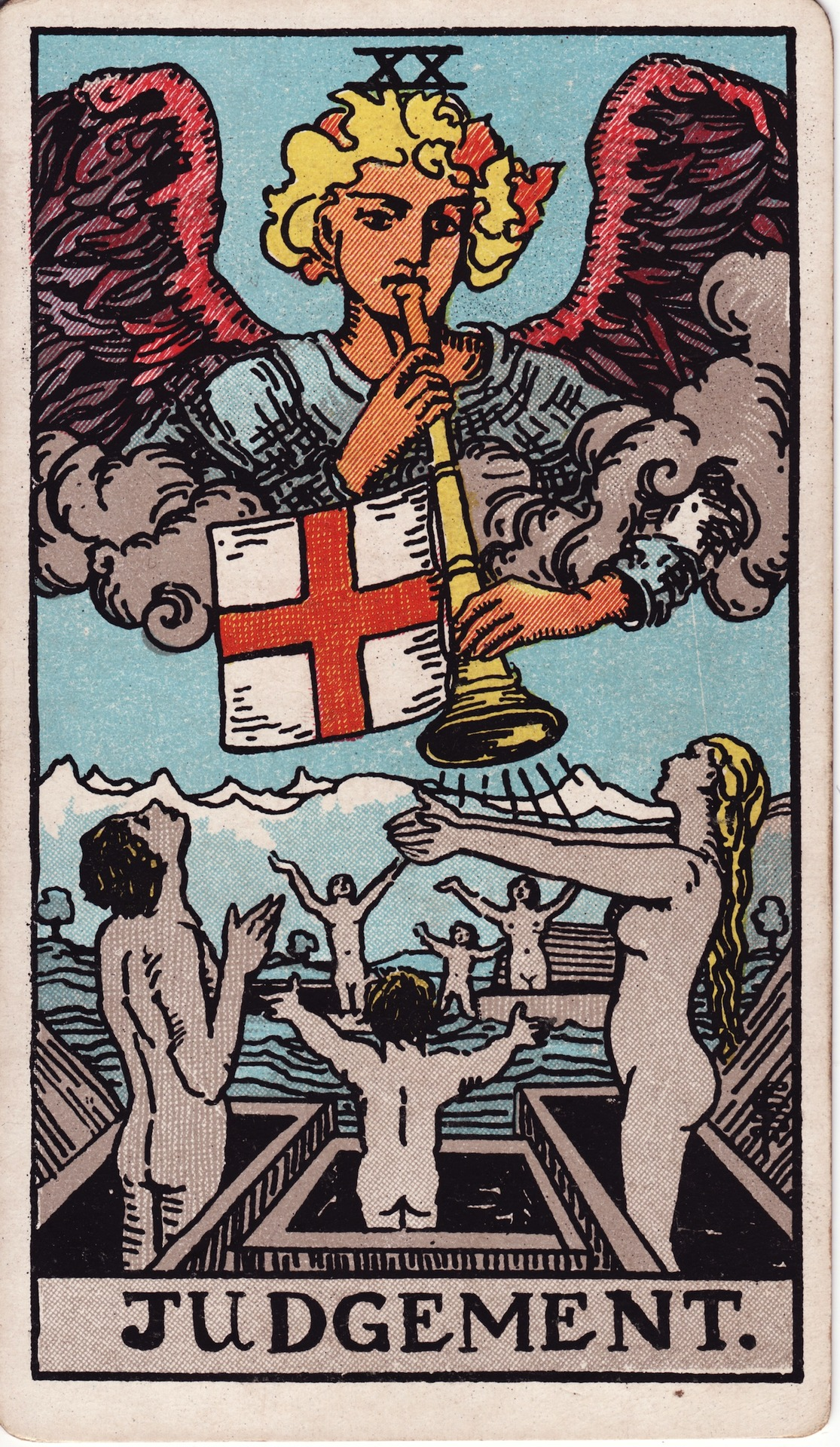
웨이트판 타로의 심판

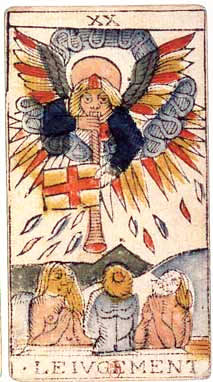
마르세유판 타로의 심판

심판(審判, Le Jugement)은 타로의 메이저 아르카나에 속하는 카드의 1매다. 카드 번호는 20.

## 카드의 의미
정위치의 의미
내면의 부름, 심판, 사면, 갱생(두 번째 기회), 발전, 카르마(인과관계).
역위치의 의미
회한, 한계, 나쁜 소식.
아서 에드워드 웨이트의 타로 도해의 해설에서는 부활·위치의 변화·갱신·결과를 의미한다고 여겨진다.

## 카발라와의 관계
히브리 문자는 신(ש), 다만 복수의 이설이 있다. 황금의 새벽단의 설에서는 호드와 마르크트의 세피라를 결합하는 경에 관련지었다.

## 점성술과의 대응
이하와 같은 제설이 있다.
- 별자리：처녀궁설, 천헐궁설[1], 보병궁설, 쌍어궁설
- 행성：달설, 수성설[2], 목성설, 토성설, 명왕성설[3]
- 별자리나 혹성도 적용시키지 않고 4원소 중 불의 원소라는 설도 있다.

## 우화의 해석
이 장면은 신약 성서의 권말·요한의 묵시록에 유래한다고 여겨져 나팔을 부는 천사는 최후의 심판에 근거해, 대천사 가브리엘을 모티브로 했다고 여겨진다.
마르세유판에 그려진 심판에는 구름을 휘감아 공중으로부터 나타난 거대한 천사가 예각적인 빛을 발해, 오른손은 나팔의 부는 입에 대고, 왼손은 십자의 문장이 들어간 깃발을 가리킨 모습으로 그려져 지상에는 천사의 우측으로 노인이 한 명, 좌측으로 여성이 한 명, 중심으로는 관으로부터 소생한 인물이 등을 돌리고 선 상태로 그려진다.
이 천사와 인물들의 관계는 매우 의식적인 접촉이라 해석된다. 즉 연인에 등장한 천사 등과 같이 지상의 인물들이 관련이 없는 곳에서 활동하고 있는 것이 아니라, 인물들이 그 존재를 확인해, 어떠한 접촉을 취하고 있는 모습으로 그려져 있다. 이를 강하게 상징하는 것이 천사가 가지는 나팔과 톱니모양의 빛이다. 나팔은 즉 소리이며, 이 천사에 의한 간섭은 빛과 소리의 양쪽 모두에 의한 것이라고 암시된다. 구약 성서, 창세기에 기록된 신이 최초로 했다고 여겨지는 창조 행위는 '빛이 있으라'대로 빛이다. 그러나 신이 출발한 말은 소리며, 창조 전에 소리가 존재한 것이 된다. 소리는 인간 (혹은 동물·생물)에게 빛보다 즉물적으로 직접적인 것은 소리에 의한 공기의 진동이 청각만이 아니고 신체 전체를 진동시켜 초음파가 유리를 파괴하는 것 등에 비유할 수 있다. 또, 빛도 인간의 시각에 큰 영향을 주는 것이며, 이 소리와 빛 양쪽 모두에 의한 간섭은 누구도 피할 수 없는 것을 암시한다.
지상에 서는 3명의 인물들은 이 천사로부터 피하기는커녕 엄숙하게 받아 들이고 있는 것 같다. 이 인물들의 중심에서 등을 돌린 채 서 있는 인물은 지금 확실히 되살아난 순간이라 해석된다. 그러나, 이 인물이 남성인가 여성인가는 확실하지 않다. 알 수 있는 것은, 이 인물이 젊은 에너지로 가득 차 흘러넘치고 있는 모습인 것과 양쪽의 남녀에게 부활이 축복되고 있다는 점이다. 이 인물은 매달린 남자와 같이 고독하지도 않고, 탑과 같이 위기적 상황에 있지도 않은, 확실히 통과의례의 의식을 이루어 새롭게 다시 태어난 모습이라고 해석된다. 또 인물이 3명인 것에서 지상의 삼위일체의 완성을 나타낸다고 여겨진다. 게다가 이에 천사를 더하는 것으로 하늘과 땅을 이어 새로운 개념의 탄생을 나타낸다는 설도 존재해, 천사의 깃발의 정십자가 증명하고 있다.

## 참고 문헌
- 사리 니컬스『융과 타로』ISBN 4-7835-1183-7
- 알프레드 더글라스『타로』ISBN 4-3092-2428-8
- 성서（창세기·고린토인들에게 보낸 첫째 편지·요한의 묵시록）

## 같이 보기
- 일곱 나팔
- 최후의 심판